# Joute nautique provençale
 (juillet 2025).
La joute provençale est une méthode française de joute nautique : un combat sur l’eau entre deux personnes se trouvant chacune sur un bateau.

## Principe
La joute provençale est un combat sur l’eau entre deux personnes se trouvant chacune sur un bateau, en haut d’un plateau appelé en Provence tinteine, et le but du jeu consiste à envoyer son adversaire à l’eau au moyen d’une lance.
Chaque jouteur est protégé par un plastron en bois et tient dans la main gauche un témoin qui doit l’empêcher d’attraper la lance de son adversaire.
Pratiqué de mai à septembre, ce sport de force, réunissait à l’origine uniquement les hommes mais aujourd’hui, il attire de plus en plus de femmes.

## Organisation
Cette méthode de joute regroupe 2 comités formant La Ligue Provence Alpes Côte d’Azur au sein de la Fédération Française de Joutes et de Sauvetage Nautique: Le Comité Bouches-du-Rhône Provence et le Comité Var Côte d’Azur.
- Le comité de Provence comprenant 8 sociétés: La Société des Jouteurs Istréens, Fos-sur-Mer, La Fine Lance Estaquéenne, La Jeune Lance Martégale, Les Francs Jouteurs de Port-de-Bouc, Port-Saint-Louis-du-Rhône, Cassis, La Ciotat.
- Le comité de Côte d'Azur comprenant 9 sociétés: L’Union des Targaïres Sanaryens, La Seyne-sur-Mer (SNPM), Les Francs Jouteurs de Saint Mandrier, La société des Joutes Raphaëloises, Hermès Joutes Fréjus, Agay Nautique, Neptune Joute Théoule, Nouvelle Lance Villeneuvoise et Jouteurs Lance Cannoise.

## Spécificités
La joute provençale se caractérise par sa violence et son extrême codification. Les attaques entre les joueurs sont viriles et les plongeons sonores. Il existe quelques règles supplémentaires par rapport à d'autres joutes nautiques, notamment celle de ne pas avoir les pieds joints au moment de la frappe, en effet le jouteur place son pied gauche devant une ligne blanche et son pied droit derrière cette ligne, si le pied droit du jouteur franchit la ligne blanche au moment de la frappe il est disqualifié au profit de son adversaire seulement s'il passe par l'avant.